# Can't Hold Us
"Can't Hold Us" é uma canção do rapper norte-americano Macklemore e do seu produtor Ryan Lewis, gravada para o álbum de estreia de ambos The Heist. Conta com a participação de Ray Dalton, sendo escrita pela dupla de intérpretes e produzida por Lewis. O seu lançamento ocorreu a 16 de Agosto de 2011 através da editora discográfica independente Macklemore LLC. Desde então, conseguiu alcançar a primeira posição em várias tabelas musicais de diversos países, como na Austrália, Estados Unidos, e Polónia. Até Julho de 2013, o single tinha vendido 3,129,000 cópias apenas em território norte-americano, sendo certificado três platinas pela Recording Industry Association of America (RIAA).

## Faixas e formatos
A versão single de "Can't Hold Us" contém duas faixas com duração de quatro minutos e dezoito segundos cada. Foi ainda comercializada em CD single com "Ten Thousand Hours" como lado B.
| Descarga digital |                                |         |  |
| N.º              | Título                         | Duração |  |
| 1.               | "Can't Hold Us"                | 4:18    |  |
| 2.               | "Can't Hold Us" (instrumental) | 4:18    |  |

| CD single |               |         |  |
| N.º       | Título        | Duração |  |
| 1.        | "Thrift Shop" | 3:55    |  |
| 2.        | "Wings"       | 3:45    |  |

| Disco de vinil |                  |         |  |
| N.º            | Título           | Duração |  |
| 1.             | "Thrift Shop"    | 3:55    |  |
| 2.             | "Make the Money" | 3:45    |  |

## Desempenho nas tabelas musicais

### Posições
| Tabela musical (2013)                            | Melhor posição |
| ------------------------------------------------ | -------------- |
| Alemanha - Media Control AG                      | 2              |
| Austrália - ARIA Singles Chart                   | 1              |
| Áustria - Ö3 Austria Top 75                      | 3              |
| Bélgica - Ultratop (Flandres)                    | 2              |
| Bélgica - Ultratop (Valónia)                     | 2              |
| Canadá - Canadian Hot 100                        | 2              |
| Dinamarca - Tracklisten                          | 4              |
| Eslováquia - IFPI                                | 8              |
| Espanha - PROMUSICAE                             | 21             |
| Estados Unidos - Billboard Hot 100               | 1              |
| Estados Unidos - Billboard Pop Songs             | 1              |
| Estados Unidos - Billboard R&B/Hip-Hop Songs     | 1              |
| Estados Unidos - Billboard Rap Songs             | 1              |
| Estados Unidos - Billboard Dance/Club Play Songs | 31             |
| Europa - Euro Digital Songs                      | 2              |
| Finlândia - Suomen virallinen lista              | 3              |
| França - SNEP                                    | 3              |
| Hungria - Rádiós Top 40                          | 20             |
| Irlanda - IRMA                                   | 3              |
| Israel - Media Forest                            | 3              |
| Itália - FIMI                                    | 8              |
| Nova Zelândia - NZ Top 40 Singles Chart          | 4              |
| Noruega - VG-lista                               | 4              |
| Países Baixos - Mega Single Top 100              | 4              |
| Polónia - Polish Airplay Top 5                   | 1              |
| Portugal - Portugal Digital Songs                | 9              |
| Chéquia - IFPI Česká Republika                   | 4              |
| Reino Unido - UK Singles Chart                   | 3              |
| Reino Unido - UK R&B Singles Chart               | 1              |
| Reino Unido - UK R&B UK Indie Chart              | 1              |
| Suécia - Sverigetopplistan                       | 2              |
| Suíça - Schweizer Hitparade                      | 4              |
| Venezuela - Pop/Rock General                     | 26             |

### Certificações
| País           | Provedor     | Certificação |
| -------------- | ------------ | ------------ |
| Alemanha       | BVMI         | Platina      |
| Austrália      | ARIA         | 4× Platina   |
| Bélgica        | BEA          | Platina      |
| Canadá         | Music Canada | 4× Platina   |
| Dinamarca      | IFPI         | 2× Platina   |
| Estados Unidos | RIAA         | 3× Platina   |
| Itália         | FIMI         | Ouro         |
| Nova Zelândia  | RIANZ        | Platina      |
| Suécia         | GLF          | 2× Platina   |